# Chiromyscus thomasi
Chiromyscus thomasi (Balakirev, Abramov & Rozhnov, 2014) è un roditore della famiglia dei Muridi diffuso in Indocina.

## Descrizione

### Dimensioni
Roditore di medie dimensioni, con la lunghezza della testa e del corpo tra 145 e 180 mm, la lunghezza della coda tra 200 e 231 mm, la lunghezza del piede tra 27 e 29 mm, la lunghezza delle orecchie tra 18 e 20 mm.

### Aspetto
La pelliccia è densa, liscia e pressata. Le parti dorsali sono fulve brillanti con un leggero riflesso arancione, mentre le parti ventrali sono bianche. La linea di demarcazione lungo i fianchi è netta. Gli occhi sono circondati da prominenti anelli neri i quali formano una maschera facciale. Le vibrisse sono lunghe e possono essere sia nere che bianche. Le orecchie sono relativamente corte, arrotondate e marroni chiare. Le zampe sono bianche, ricoperte di peli arancioni sul dorso. L'alluce è accorciato e provvisto di un'unghia arrotondata. La coda è più lunga della testa e del corpo, è sucra sopra e più chiara con dei riflessi rosati sotto.

## Biologia

### Comportamento
È una specie arboricola.

## Distribuzione e habitat
Questa specie è diffusa nel Vietnam settentrionale e centrale e nel Laos settentrionale.

## Conservazione
Questa specie, essendo stata scoperta solo recentemente, non è stata sottoposta ancora a nessun criterio di conservazione.